# Bernd Haasler
Bernd Haasler (* 1968) ist ein deutscher Ingenieur und Hochschullehrer.

## Werdegang
Der Ausbildung zum Werkzeugmacher in einem Industrieunternehmen und mehrjährigen Erwerbstätigkeit in diesem Bereich ließ Haasler eine Fortbildung zum staatlich geprüften Techniker folgen.
Ein Fachhochschulstudium der Ingenieurwissenschaft mit Abschluss als Diplom-Ingenieur (FH) ergänzte er durch ein sozialwissenschaftliches Universitätsstudium der Politikwissenschaft und Berufspädagogik. Nach dem Universitätsabschluss blieb er als Wissenschaftlicher Mitarbeiter an der Universität Bremen. Dort wurde er 2004 mit einer Arbeit über „Hochtechnologie und Handarbeit. Eine Studie zur Facharbeit im Werkzeugbau der Automobilindustrie.“ promoviert.
Während seiner Tätigkeit als Vertretungsprofessor für Berufspädagogik an der Pädagogischen Hochschule Heidelberg erhielt Haasler 2010 den Ruf an die Pädagogische Hochschule Weingarten auf einen neu geschaffenen Lehrstuhl für Technikdidaktik allgemeiner technischer und beruflicher Bildung, den er im Januar 2011 antrat. Zu Beginn des Jahres 2017 wechselte er zurück an die Pädagogische Hochschule Heidelberg, wo er seither eine Professur für Didaktik der Technik innehat. Seine Forschungs- und Arbeitsschwerpunkte liegen im Lernen und Lehren in der allgemeinen technischen Bildung und der beruflichen Bildung in gewerblich-technischen Berufsfeldern.
Darüber hinaus ist er mit dem Aufbau eines Teilstudiengangs bzw. Studienfachs im Bereich Naturwissenschaft und Technik in Zusammenarbeit mit der Ruprecht-Karls-Universität Heidelberg betraut. Zudem ist er im Bereich Lehre und Forschung im Bereich der Gewerbelehrerbildung tätig.

## Veröffentlichungen
(Auswahl)
- Bernd Haasler: Hochtechnologie und Handarbeit. Eine Studie zur Facharbeit im Werkzeugbau der Automobilindustrie. Bielefeld 2004, ISBN 3-7639-3213-5 (zugleich Dissertation an der Universität Bremen).
- Felix Rauner, Bernd Haasler: Lernen im Betrieb – Eine Handreichung für Ausbilder und Personalentwickler. Christiani Verlag, Konstanz 2009, ISBN 978-3-87125-069-9.
- Bernd Haasler, Jochen Eckebrecht: „Fertigungsoptimierung und Personalentwicklung sind untrennbar“ – Eine explorative Studie arbeitswissenschaftlicher Beratungs- und Forschungspraxis. In: A+B Forschungsberichte. Nr. 8/2010. A+B Forschungsnetzwerk Arbeit + Bildung, Bremen / Heidelberg / Karlsruhe / Weingarten 2010. (ibp.kit.edu, Digitalisat)
- Bernd Haasler: Establishing Accredited Training Professions Accredited Training Professions – A Possible German Model? In: National Pathways and European Dimensions of Trainers’ Professional Development. Peter Lang Verlag, Frankfurt am Main 2011, ISBN 978-3-631-61181-4, S. 235–245.
- Bernd Haasler: Rating von Lösungen gestaltungsoffener Testaufgaben - Praxisbericht aus zwei Modellprojekten zur Messung berufsfachlicher Kompetenzen. In: Kompetenzdiagnostik in der beruflichen Bildung – Probleme und Perspektiven. Peter Lang Verlag, Frankfurt am Main / Berlin / Bern / Bruxelles / New York / Oxford / Wien 2011, ISBN 978-3-631-61660-4, S. 95–110.
- Bernd Haasler, Andrea Maurer, Andrea: Bewertung von Lösungen gestaltungsoffener Testaufgaben zur Messung berufsfachlicher Kompetenzen. Möglichkeiten und Schwierigkeiten einer internationalen Vergleichbarkeit. In: bwp@. Spezial 5 – Hochschultage Berufliche Bildung 2011. Fachtagung 08 „Elektrotechnik-Informatik & Metalltechnik“. Online-Publikation, S. 1–16. (bwpat.de, Digitalisat)
- Bernd Haasler: Was müssen Rating-Experten wissen und können? Ein Praxisbericht aus zwei Modellprojekten zur Messung berufsfachlicher Kompetenzen. In: Kompetenzen in der Kompetenzerfassung – Ansätze und Auswirkungen der Vermessung von Bildung. Belz/Juventa Verlag, Weinheim 2012, ISBN 978-3-7799-2834-8, S. 105–120.
- Simone R. Haasler, Bernd Haasler: Forschungen zur beruflichen Identität. In: Handbuch Berufsforschung. Bertelsmann Verlag, Bielefeld 2013, ISBN 978-3-7639-5094-2, S. 505–517.
- Felix Rauner, Lars Heinemann, Andrea Maurer, Bernd Haasler: Competence Development and Assessment in TVET (COMET) - Theoretical Framework and Empirical Results. Springer Netherland, Dordrecht 2012, ISBN 978-94-007-4725-8.
- Karl Glöggler, Bernd Haasler, Volkmar Herkner, Friedhelm Schütte: Professionalisierung der Lehrerbildung – Ländergemeinsame inhaltliche Anforderungen für ein Studium der Beruflichen Fachrichtung Metalltechnik. In: Kompetenzorientierung und Strukturen gewerblich-technischer Berufsbildung – Berufsbildungsbiografien, Fachkräftemangel, Lehrerbildung. (= Reihe Bildung und Arbeitswelt). LIT Verlag, Berlin 2013, ISBN 978-3-643-12136-3, S. 476–494.
- Bernd Haasler: Weiterbildung von Mitarbeitern aus dem Sektor Forst- und Baumpflege mit E-Learning. Ergebnisse eines europäischen Berufsbildungsforschungsprojektes. In: bwp@ Spezial 6 – Hochschultage Berufliche Bildung 2013, Workshop 02. Online-Publikation, S. 1–11. (bwpat.de, Digitalisat)
- Bernd Haasler: Kompetenzorientierte Standards der Lehrkräfteausbildung für berufsbildende Schulen? Zur Entwicklung der ländergemeinsamen Anforderungen an die Berufsschullehrerbildung am Beispiel der beruflichen Fachrichtung Metalltechnik. In: Kompetenzorientierte Lehrerbildung – Neue Handlungsansätze für die Lernorte im Lehramt an berufsbildenden Schulen. Bertelsmann Verlag, Bielefeld 2015, ISBN 978-3-7639-5448-3, S. 330–344.
- Bernd Haasler: Fachkräfte ausbilden gegen die Krise. Deutsches Modell der Lehrlingsausbildung zur Bekämpfung der europäischen Jugendarbeitslosigkeit? In: Wirtschaftskrisen 1929 und 2009. CULTURCON medien, Berlin 2015, ISBN 978-3-944068-44-2, S. 112–119.
- Bernd Haasler: Lernhabitus in Schule und Betrieb – Konzeptwechsel beim Ablösungsprozess vom Schüler zum Arbeitnehmer. In: Handbuch Jugend im demografischen Wandel. Beltz Verlag, Weinheim / Basel 2017, ISBN 978-3-7799-3314-4, S. 530–546.